# Пол Андерсон
Пол Ві́льям А́ндерсон (англ. Poul William Anderson; 25 листопада 1926, Бристоль, Пенсільванія, США — 31 липня 2001) — американський письменник-фантаст. За його внесок до жанру фантастики Андерсон став 16-м лауреатом премії «Гросмейстер фантастики» (1998), а також був включений до Залу слави фантастики.

## Життєпис
Народився 25 листопада 1926 року Бристолі, штат Пенсильванія, в сім'ї вихідців з Данії (чим і пояснюється нетипове для орфографії англійського мови написання його першого імені — Poul). Закінчив Міннесотський університет зі ступенем бакалавра фізики. Крім того, завдяки своєму походженню, він добре знав скандинавські мови (як давні, так і сучасні) та літературу Північної Європи.
Писати Андерсон почав у роки навчання на фізичному факультеті Міннесотського університету в Міннеаполісі. Перша публікація відбулася 1947 року в журналі «Приголомшлива наукова фантастика» (Astounding Science Fiction), який очолював тоді В. Кемпбелл (оповідання «Діти завтрашнього дня», написане в співавторстві з Ф. Н. Волдропом). Успіх на літературній ниві відвернув молодого Пола від фізики, в якій він спеціалізувався і захистив диплом. Андерсон якось сказав: «Я вирішив почекати з фізикою і посидіти рік-другий за друкарською машинкою». Цей «рік-другий» розтягнувся майже на півстоліття.
Велика частина перших творів Андерсона були яскравими представниками космічної опери для фантастичних журналів, які в цей час переживали останні дні свого "золотого віку". Але вже тоді Андерсон почав рухатись в напрямку більш жорсткої наукової фантастики, використовуючи свої пізнання в природничих і соціальних науках. Перший роман Андерсона «Звід століть» (1952) був підлітковим пригодницьким романом, а вже в 1954 році вийшов його перший науково-фантастичний роман «Мозкова хвиля», про несподіване збільшення інтелекту в цілої планети. Після цього на читача хлинула буквально лавина романів, повістей і оповідань. З-під його пера виходять дитячі та науково-популярні книги, авантюрні романи й детективи, переробки та переклади середньовічних скандинавських саг і, переважно, науково-фантастичні романи, повісті, оповідання. Серед останніх простежуються два цикли. Перший — про Галасоціотехнічну Лігу і космічного торговця Ніколаса Ван Рійне: «Війна крилатих людей» (1958), «Торговець — завжди торговець» (1964), «Зловмисники» (1966), «Сатанинські ігри» (1969), «Міркхейм» (1977), «Книга воріт бурі» (1978). Другий, більш романтизований цикл присвячений пригодам агента Земної імперії Доменіка Фландрі: «Віддайте нам зірки» (1959), «Землянин, геть звідси» (1960), «Травнева орбіта» (1961), «Агент Земної імперії» (1965), «Мічман Фландрі» (1966), «Пекельний цирк» (1970), «Лицар Фландрії» (1974), «Імперська гра» (1984).
Андерсона як письменника-фантаста насамперед цікавлять наукові проблеми. Це й польоти в космос («Довгий шлях додому» — 1954, «Після Судного дня» — 1963, «Тау нуль» — 1970), і подорожі в часі («Патруль часу» — 1961, «Танцівниця з Атлантиди» — 1971), і антропологія, і етика, не говорячи вже про фізику, яка так чи інакше присутня у всіх науково-фантастичних творах письменника. Нерідко Андерсон черпав свої ідеї з історії, яку він знав професійно глибоко: «Хрестовий похід у небеса» (1971), «Танцівниця з Атлантиди», трилогія про Останнього Вікінга (1981). Остання, щоправда, носить скоріше авантюрно-історичний, ніж фантастичний характер. А от роман «Буря літньої ночі» (1974) належить до жанру так званої «альтернативної історії»: що могло б бути, якби в громадянській війні в Англії перемогли не пуритани, а роялісти.
Для творчості Андерсона особливо характерне захоплення міфами та переказами різних народів і насамперед скандинавськими: романи «Зламаний меч» (1954), «Сага про Гольве Кракі» (1973), повість «Діти водяного царя» (1973).
Про художній рівень творів усіх цих жанрів говорить перелік отриманих Андерсоном нагород: йому сім разів присуджували «премію Г'юґо», тричі — премію «Небюла», у 1978 році він одержав Меморіальну премію Джона Р. Р. Толкіна.

Як помітив один раз відомий редактор, письменник і критик Деймон Найт, 
| | \| «…серед мислителів Андерсона можна віднести до раціоналістів, а серед письменників — до романтиків. Настільки парадоксальне сполучення виявилося дуже плідним». \| |
| «…серед мислителів Андерсона можна віднести до раціоналістів, а серед письменників — до романтиків. Настільки парадоксальне сполучення виявилося дуже плідним». | |

Серед найвідоміших творів Андерсона — романи «Зламаний клинок» (1954), «Хрестовий похід в небеса» (1960), «Танцівниця з Атлантиди» (1971), «Мільйонорічний човен» (1989), пенталогія «Зоряні ниви» (1993—1999), цикл «Патруль часу» (1960,1990).
Пол Андерсон помер від раку 3 серпня 2001 року у власному будинку біля Сан-Франциско. В Андерсона залишилася дружина Карен, яка часом виступала як його співавтор — зокрема, в тетралогії «Король Іса» (1988). Зять Андерсона також відомий фантаст — Ґреґ Бір.

## Твори

### Психотехнічна Ліга
- Не-людина (Un-Man), 1952
- Чуттєва людина (The Sensitive Man), 1953
- Великий дощ (The Big Rain), 1954
- Зоряні шляхи (Star Ways/The Peregrine), 1956
- Холоднокровна перемога (Cold Victory), 1957
- Марій (Marius), 1957
- Сніги Ганімеда (The Snows of Ganymede), 1958
- Цнотлива планета (Virgin Planet), 1959
- Зореліт (Starship), 1982

### Ніколас ван Рійн
- Війна крилатих людей (War of the Wing-Men/The Man Who Counts), 1958
- Зоряні торгівці (Trader to the Stars), 1964
- Порушники спокою (The Trouble Twisters/Trader Team), 1965
- Сатанинський світ (Satan's World), 1969
- Земна книга Стормгейта (The Earth Book of Stormgate), 1978
- Міркхейм (Mirkheim), 1977
- Люди вітру (The People of the Wind), 1973

### Фландрі
- Нехай космонавти постережуться (Let the Spacemen Beware), 1963
- Агент Земної Імперії (Agent of the Terran Empire), 1965
- Фландрі з Землі (Flandry of Terra), 1965
- Лейтенант Фландрі (Ensign Flandry), 1966
- Повсталі світи (The Rebel Worlds), 1969
- Всі кола пекла (A Circus of Hells), 1970
- День їх повернення (The Day of Their Return), 1973
- Лицар духів й тіней (A Knight of Ghosts and Shadows), 1974
- Камінь в небі (A Stone in Heaven), 1979
- Довга ніч (The Long Night), 1983
- Імперська гра (The Game of Empire), 1985

### Патруль часу
- Охоронці часу (Guardians of Time), 1960
  - Патруль часу (Time Patrol), 1955
  - Бути королем (Brave to be a King), 1959
  - Єдина гра в місті (The Only Game in the Town), 1960
  - Delenda Est (1955)
  - Гібралтарський водоспад (Gibraltar Falls), 1975
- Патрульний часу (Time Patrolman), 1983
  - Слонова кістка, мавпи та павичі (Ivory, and Apes, and Peacocks), 1983
  - Печаль гота Одіна (The Sorrow of Odin The Goth), 1983
- Зірка моря (Star of the Sea1, 1991)
- Рік викуплення (The Year of the Ransom), 1988
- Щит часу (The Shield of Time), 1990
- Смерть та лицар (Death and the Knight), 1995

### Останній вікінг
- Золотий Ріг (The Golden Horn), 1980 — у співавторстві з Карен Андерсон
- Дорога морського коня (The Road of the Sea Horse), 1980 — у співавторстві з Карен Андерсон
- Знак Ворона (The Sign of the Raven), 1980 — у співавторстві з Карен Андерсон

### Королі Іса
- Дев'ять королев (Roma Mater), 1986 — у співавторстві з Карен Андерсон
- Галльські відьми (Gallicenae), 1987 — у співавторстві з Карен Андерсон
- Дахут (Dahut), 1987 — у співавторстві з Карен Андерсон
- Пес та вовк (The Dog and the Wolf), 1988 — у співавторстві з Карен Андерсон

### Операція Інший світ
- Операція Хаос (Operation Chaos), 1971
- Операція Луна (Operation Luna), 1999

### Гока
- Тягар землянина (Earthman's Burden), 1957
- Зоряний принц Чарлі (Star Prince Charlie), 1975
- Гока! (Hoka!), 1983

### Історія Рустума
- Орбіта необмежена (Orbit Unlimited), 1961
- Нова Америка (New America), 1982

### Маураі
- Гетто («Ghetto»), 1954
- Маураі та Кіт (Maurai and Kith), 1982
- Оріон зійде (Orion Shall Rise), 1983

### Врожай зірок
- Врожай зірок (Harvest of Stars), 1993
- Зірки також обпікають (The Stars Are Also Fire), 1994
- Вогняний врожай (Harvest the Fire), 1995
- Зоряний флот (The Fleet of Stars), 1997

### Окремі твори
- Звід століть (Vault of the Ages), 1952
- Політ у назавжди (Flight to forever), 1953
- Нескінченна гра (The Immortal Game), 1954
- Блискуча ідея (Brain Wave), 1954
- Зламаний меч (The Broken Sword), 1954
- Планета без повернення (Planet of No Return), 1954
- Довга дорога додому (The long way home), 1955
- Зовіть мене Джо (Call Me Joe), 1957
- Загинути від меча (Perish by the Sword), 1959
- Війна двох світів (War of Two Worlds), 1959
- Ворожі зорі (The Enemy Stars 1959), 1959
- Космічні хрестоносці, (The High Crusade), 1960
- Відставання в часі, (Timelag), 1961
- Три серця та три лева, (Three Hearts and Three Lions), 1961
- Сутінковий світ (Twilight World),
- Після Судного дня, (After Doomsday), 1962
- Саморобна ракета, (The Makeshift Rocket), 1962
- На межі вбивства (Murder Bound), 1962
- Щит (Shield), 1963
- Перемогти в трьох світах (Three Worlds to Conquer), 1964
- Зоряний Лис (The Star Fox), 1965
- Коридори часу (The Corridors of Time), 1965
- Державна зрада, (High Treason), 1966
- Світ без зірок (World Without Stars), 1966
- Тау — нуль (Tau Zero), 1970

## Нагороди та премії
- 1959 — премія видавництва «Макміллан» за найкращий детективний роман року
- 1961 — Х'юго // Оповідання «Найдовша подорож» (The Longest Voyage), 1960
- 1964 — Х'юго // Оповідання «Немає миру з королями» (No Truce with Kings), 1963
- 1969 — Х'юго // Коротка повість (Novellette) «Причастя плоті» (The Sharing of Flesh), 1968
- 1971 — Локус // Оповідання (Short Fiction) «Королева повітря і темряви» (The Queen of Air and Darkness), 1971
- 1971 — Небюла // Коротка повість (Novellette) «Королева повітря і темряви» (The Queen of Air and Darkness), 1971
- 1972 — Небюла // Коротка повість (Novellette) «Пісня Козерога» (Goat Song), 1972
- 1972 — Х'юго // Повість (Novella) «Королева повітря і темряви» (The Queen of Air and Darkness), 1971
- 1973 — Х'юго // Коротка повість (Novellette) «Пісня Козерога» (Goat Song), 1972
- 1973 — Номінація на премію «Локус» улюбленому автору всіх часів (5 місце)[5]
- 1977 — Номінація на премію «Локус» найкращому автору всіх часів (12 місце)[6]
- 1978 — Х'юго // Гендальф «Гросмейстер фентезі» (Gandalf Award «Grand Master of Fantasy»)
- 1979 — Х'юго // Коротка повість (Novellette) «Мисливський місяць» (Hunter's Moon), 1978
- 1981 — Небюла // Повість (Novella) «Сатурнські ігри» (The Saturn Game), 1981
- 1982 — Х'юго // Повість (Novella) «Сатурнські ігри» (The Saturn Game), 1981
- 1997 — Небюла // Гросмейстер (Grand Master) фантастики
- 1999 — Мандрівник // Майстер здалеку
- 2001 — Х'юго // Рука допомоги (3 місце)

## Українськомовні переклади
- Пол Андерсон (2020). Патруль часу. Переклад з англ.: Олег Лесько. Київ: Видавництво Жупанського. 624 стор. ISBN 9786177585281[7]